# 안티모스 카프시스
안티모스 카프시스(그리스어: Άνθιμος Καψής, 1950년 9월 3일, 아스티팔레아 ~)는 그리스의 전 국가대표 축구 선수이다.

## 경력
아스티팔레아 출신으로, 유년 시절에 그의 가족은 케라치니로 이주하였다. 카프시스는 1969년부터 1984년까지 파나티나이코스에서 활약하였고, 잉글랜드 런던의 웸블리 경기장에서 열린 1971 유러피언컵 결승전에 출전했던 팀원들 중 한명이었다.
카프시스는 그리스 국가대표팀 일원으로 36경기에 출전하였고, UEFA 유로 1980의 본선에 참가했던 선수들 중 한명이었다. 그는 남아메리카 클럽을 상대한 자선 경기에서 유럽 대표로 출전하기도 하였다.

## 사생활
그는 미할리스 카프시스 (1973년생)의 아버지인데, 그의 아들 또한 축구선수로 UEFA 유로 2004에서 그리스 대표로 참가해 대회에서 우승을 거두었다.

## 같이 보기
- 원클럽맨 명단